# Kimberly Muusse
Kimberly Muusse is een Nederlands marathonschaatsster, skeeleraar en langebaanschaatsster. 
In 2010 werd Muusse tiende op de Nederlandse kampioenschappen marathonschaatsen op natuurijs 2010. 
In 2014 startte zij op de NK Afstanden op het onderdeel massastart.

## Records

### Persoonlijke records
Hieronder volgt een lijst met persoonlijke records:
| Afstand    | Tijd    | Datum             | Baan    |
| ---------- | ------- | ----------------- | ------- |
| 500 meter  | 43,38   | 21 september 2013 | Erfurt  |
| 1000 meter | 1.24,26 | 4 oktober 2014    | Erfurt  |
| 1500 meter | 2.12,86 | 1 maart 2014      | Haarlem |
| 3000 meter | 4.31,79 | 29 september 2012 | Erfurt  |
| 5000 meter | 8.56,14 | 15 februari 2004  | Utrecht |